# Чатирдазький ісар
Чатирдазький ісар (крим. Çatır Dağ İsar; також Чатирдазьке укріплення, Таш-Хабах, Аксак-Темір-Гиндик) — руїни укріплення VI—XIII століття (за іншою версією IX—X століття), що розміщені на перевалі Головної гряди Кримських гір, біля південно-західного підніжжя вершини Еклізі-Бурун гірського масиву Чатир-Даг. Рішенням Кримського облвиконкому № 16 від 15 січня 1980 (обліковий № 191) «оборонна стіна» VIII—X століття оголошена історичною пам'яткою регіонального значення.

## Опис
Укріплення розташовується під південно-західними урвищами мису Еклізі-Бурун на перевалі Кебіт-Богаз, фактично являючи собою оборонний комплекс, що складається з двох невеликих фортець на флангах і стіни завдовжки приблизно кілометр, що перегороджує перевал до крутого яру Аспорт, одного з малих притоків річки Альма. Вважають, що в минулому стіна продовжувалася до схилів Бабуган-яйли, повністю перекриваючи перевал, але вона до наших днів не збереглася, оскільки була розібрана вщент.
Південне, або нижнє, укріплення п'ятикутної форми розташоване на невеликому майданчику біля схилу яру, на узвишші, огородженому з усіх боків стіною завтовшки 1,5–2 м (навіть з півдня, уздовж краю багатометрового обриву). Стіна, складена з бутового каменю без розчину, збереглася у вигляді руїн заввишки до 1 м; розміри захищеної території — 25 на 26 м. Існує припущення, що укріплення могло слугувати для розміщення невеликого сторожового гарнізону, який контролював захисну стіну. Приблизно за 70 м на схід від бастіону раніше знаходилося джерело, що постачало воду варті.
Стіна від укріплення до підніжжя Чатир-Дагу пролягає майже прямо по невисокому кряжу, що обмежений із заходу глибоким яром. У верхній і нижній частині (на відстані 50–55 м від обриву) крізь стіну проходили стародавні дороги. Стіна, що спускається вниз по хребту, максимально використовує рельєф: подекуди вона зовсім зникає, пролягаючи уздовж краю неприступних обривів. Як і укріплення, стіна була бутової кладки на сухому розчині. Припускається наявність хвірток-проходів у верхній і нижній частині та певного бастіону в північній частині, біля обривів Чатир-Дагу. Вся система укріплень перекривала доступ стародавніми в'ючними шляхами на Південний берег Криму (зокрема в Алуштинську долину) з Альмінської долини та загалом із передгір'їв. Євгеній Веймарн та Олег Домбровський дотримувалися думки, що ця споруда — частина Довгих стін Прокопія, збудованих у VI столітті, в правління імператора Юстиніана I (527—565 рр.). Вони виконували оборонну функцію аж до XIII століття, періоду навали татаро-монголів. Віктор Миц визначає час функціонування укріплення IX—X століттям. Відсутність явних матеріальних слідів життя на території ісару і бідність археологічних знахідок (можливо, через малі масштаби розкопок — було закладено лише кілька шурфів) не дають змоги точніше встановити хронологічні рамки.

## Історія вивчення
Перше повідомлення про існування руїн стіни, що перегороджувала перевал, залишив Петро Кеппен у книзі «Про давнину південного берега Криму та гір Таврійських» 1837 року. За словами мешканців навколишніх селищ, учений зафіксував назви Таш-Хабах і Аксак-Темір-Гиндик і відносив будівництво стін до часів Прокопія Кесарійського. Більш-менш докладні дослідження ісара були проведені лише одного разу, 1947 року загоном Тавроскіфської експедиції під керівництвом Євгенія Веймарна, результати яких було викладено у «Звіті про роботи Бахчисарайського гірничого загону Тавроскіфської експедиції в 1947 р.» та в монографії Євгенія Веймарна «Від кого могли захищати готовий у Криму „Довгі стіни“ Прокопія». З матеріальних слідів обжитості ісара слід відзначити нечисленні уламки глиняного посуду пізньоантичного та ранньосередньовічного часу, виявлені при закладенні шурфу біля нижньої хвіртки стіни. Олегом Домбровським, за деякими будівельними особливостями, відзначено схожість кладки стіни ісара з кладкою ранніх стін Ескі-Кермена.